# Dargen D’Amico

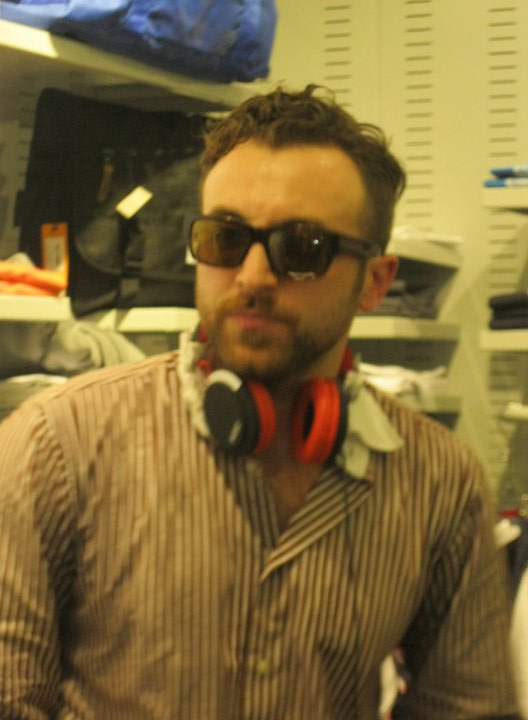
Dargen D’Amico (2011)

Dargen D’Amico (* 29. November 1980 als Jacopo D’Amico in Mailand) ist ein italienischer Rapper und Musikproduzent.

## Karriere
D’Amico interessierte sich früh für Hip-Hop und begann seine Karriere als Teil des Trios Sacre Scuole, das er zusammen mit Jake La Furia und Guè Pequeno gegründet hatte. Das Trio veröffentlichte 1999 ein Album, löste sich aber bald danach auf; D’Amico begann eine Solokarriere, während die anderen beiden Club Dogo gründeten. 2006 veröffentlichte D’Amico sein erstes Album Musica senza musicisti in Eigenproduktion. Als seine musikalischen Vorbilder nannte der Rapper die Cantautori Franco Battiato, Enzo Jannacci und Lucio Dalla.
Im Vertrieb von Universal erschien 2008 das Album Di vizi di forma virtù. Nach weiteren Veröffentlichungen und Zusammenarbeiten (etwa mit den Crookers) machte er 2012 mit dem Album Nostalgia istantanea auf sich aufmerksam, das aus nur zwei langen Musikstücken bestand. Darauf folgte 2013 das Album Vivere aiuta a non morire, mit dem D’Amico der Mainstream-Durchbruch gelang: Es enthielt Duette mit u. a. J-Ax, Max Pezzali oder Fedez und erreichte Platz drei der italienischen Charts. Auch das folgende Album D’io (2015) war ein Erfolg.
Mit seinen späteren Alben wandte sich D’Amico wieder vom Mainstream ab. 2017 arbeitete er mit der Pianistin Isabella Turso zusammen, 2019 mit Emiliano Pepe. Beim Sanremo-Festival 2021 war er als Songwriter an zwei Wettbewerbsbeiträgen beteiligt. Am Festival 2022 nahm er selbst teil und belegte mit Dove si balla den neunten Platz. Im Anschluss erschien das Album Nei sogni nessuno è monogamo. Im selben Jahr trat er erstmals als Juror bei der Castingshow X Factor in Erscheinung, eine Rolle, die er auch 2023 wieder übernahm. Am Sanremo-Festival 2024 nahm D’Amico mit dem Lied Onda alta teil.

## Diskografie

### Studioalben
| Jahr | Titel Musiklabel                                    | Höchstplatzierung, Gesamtwochen, AuszeichnungChartsChartplatzierungen (Jahr, Titel, Musiklabel, Platzierungen, Wochen, Auszeichnungen, Anmerkungen) | Anmerkungen                                            |
| Jahr | Titel Musiklabel                                    | IT | Anmerkungen                                            |
| ---- | --------------------------------------------------- | --- | ------------------------------------------------------ |
| 2006 | Musica senza musicisti Giada Mesi                   | — | Erstveröffentlichung: 26. April 2006                   |
| 2008 | Di vizi di forma virtù Talking Cat / Universal      | — | Erstveröffentlichung: 13. Juni 2008                    |
| 2011 | CD’ Giada Mesi                                      | — | Erstveröffentlichung: 1. April 2011                    |
| 2012 | Nostalgia istantanea Giada Mesi                     | IT32 (1 Wo.)IT | Erstveröffentlichung: 1. Juni 2012                     |
| 2013 | Vivere aiuta a non morire Universal                 | IT3 (6 Wo.)IT |                                                        |
| 2015 | D’io Universal                                      | IT5 (4 Wo.)IT | Erstveröffentlichung: 3. Februar 2015                  |
| 2017 | Variazioni Giada Mesi                               | IT28 (3 Wo.)IT | Erstveröffentlichung: 31. März 2017 mit Isabella Turso |
| 2019 | Ondagranda Giada Mesi                               | — | Erstveröffentlichung: 31. Mai 2019 mit Emiliano Pepe   |
| 2020 | Bir Tawil Giada Mesi / Universal                    | — | Erstveröffentlichung: 4. Dezember 2020                 |
| 2022 | Nei sogni nessuno è monogamo Giada Mesi / Universal | IT7 Gold · (37 Wo.)IT | Erstveröffentlichung: 3. März 2022 Verkäufe: + 25.000  |
| 2024 | Ciao America Island Records / Universal             | IT9 (7 Wo.)IT | Erstveröffentlichung: 2. Februar 2024                  |

### Singles (Auswahl)
| Jahr | Titel Album                                  | Höchstplatzierung, Gesamtwochen, AuszeichnungChartplatzierungen (Jahr, Titel, Album, Platzierungen, Wochen, Auszeichnungen, Anmerkungen) | Höchstplatzierung, Gesamtwochen, AuszeichnungChartplatzierungen (Jahr, Titel, Album, Platzierungen, Wochen, Auszeichnungen, Anmerkungen) | Anmerkungen                                                                                  |
| Jahr | Titel Album                                  | IT | CH | Anmerkungen                                                                                  |
| --- | -------------------------------------------- | --- | --- | -------------------------------------------------------------------------------------------- |
| 2010 | Festa festa Tons of Friends                  | IT35 (23 Wo.)IT | — | Erstveröffentlichung: 12. März 2010 Crookers feat. Fabri Fibra & Dargen D’Amico              |
| 2013 | Continua a correre Vivere aiuta a non morire | IT30 (1 Wo.)IT | — | Erstveröffentlichung: 28. Februar 2013 feat. Andrea Nardinocchi                              |
| 2013 | Siamo tutti uguali Vivere aiuta a non morire | IT69 (1 Wo.)IT | — | Erstveröffentlichung: 19. März 2013 feat. Andrea Volonté                                     |
| 2013 | L’amore a modo mio Vivere aiuta a non morire | IT60 (1 Wo.)IT | — | Erstveröffentlichung: 26. März 2013 mit J-Ax                                                 |
| 2013 | Bocciofili Vivere aiuta a non morire         | IT— GoldIT | — | Erstveröffentlichung: 17. Juli 2013 Verkäufe: + 25.000; mit Fedez und Mistico                |
| 2022 | Dove si balla Nei sogni nessuno è monogamo   | IT3 ×7Siebenfachplatin · (73 Wo.)IT | CH70 (1 Wo.)CH | Erstveröffentlichung: 2. Februar 2022 Verkäufe: + 700.000; Beitrag zum Sanremo-Festival 2022 |
| 2022 | Maleducata Taxi Driver                       | IT56 Gold · (4 Wo.)IT | — | Erstveröffentlichung: 2. Februar 2022 Verkäufe: + 50.000; mit Rkomi                          |
| 2022 | Ubriaco di te Nei sogni nessuno è monogamo   | IT89 Gold · (1 Wo.)IT | — | Erstveröffentlichung: 14. Juni 2022 Verkäufe: + 50.000                                       |
| 2024 | Onda alta Ciao America                       | IT11 Platin · (15 Wo.)IT | — | Erstveröffentlichung: 7. Februar 2024 Verkäufe: + 100.000; Beitrag zum Sanremo-Festival 2024 |
| Folgende Lieder erschienen nicht als Single, wurden aber durch das Album zum Download und Streaming bereitgestellt und konnten somit eine Platzierung erlangen: |                                              | | |                                                                                              |
| |                                              | | |                                                                                              |
| 2020 | Pour toujours Vita vera mixtape              | IT14 Gold · (2 Wo.)IT | — | Verkäufe: + 50.000; Tedua, Dargen D’Amico & Chris Nolan feat. Ghali                          |
| 2021 | La cassa spinge 2021 Disumano                | IT49 (1 Wo.)IT | — | Fedez feat. Crookers, Dargen D’Amico & M¥ss Keta                                             |
| 2021 | Vecchio Disumano                             | IT100 (1 Wo.)IT | — | Fedez feat. Dargen D’Amico                                                                   |

## Belege
1. ↑  Chi è Dargen D’Amico: Età, Altezza, Peso, Biografia, Instagram. Abgerufen am 23. Februar 2022 (italienisch).
2. ↑  Andrea Conti: Dargen D’Amico e l’inno alla vita. In: TGcom24. Mediaset, archiviert vom Original am 3. Mai 2013; abgerufen am 7. Dezember 2021 (italienisch).
3. ↑  Alben von Dargen D’Amico. In: Italiancharts.com. Hung Medien, abgerufen am 7. Dezember 2021.
4. 1 2 3 4 5 6 7  Certificazioni. FIMI, abgerufen am 11. September 2024 (italienisch).
5. ↑  Archivio classifiche Top Singoli. FIMI, abgerufen am 11. September 2024 (italienisch).
6. ↑  Chartquelle: Schweiz
7. ↑  Guido Racca & Chartitalia: Top 100 FIMI Singoli. Lulu, 2013, S. 82.

| Personendaten    | Personendaten                           |
| ---------------- | --------------------------------------- |
| NAME             | D’Amico, Dargen                         |
| ALTERNATIVNAMEN  | D’Amico, Jacopo (Geburtsname)           |
| KURZBESCHREIBUNG | italienischer Rapper und Musikproduzent |
| GEBURTSDATUM     | 29. November 1980                       |
| GEBURTSORT       | Mailand                                 |